# Villa Littoral
Villa (Le) Littoral (Villa de Kust) is een villa in Heist-aan-Zee. Het is het laatste stukje authentieke belle époque op de zeedijk in Heist.   

## Geschiedenis
Villa (Le) Littoral is in de 21e eeuw nog voor ongeveer de helft bewaard. 

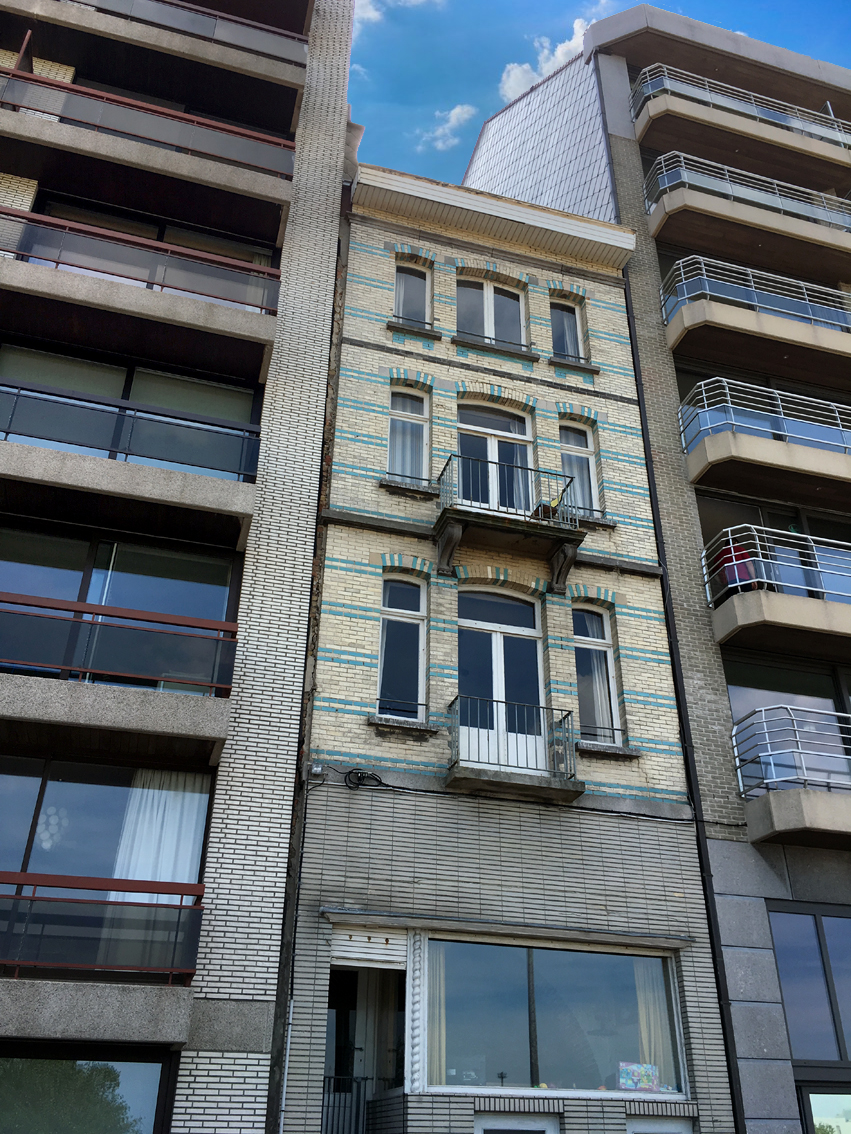
Villa Littoral in 2015

De villa dateert van 1895 en is eigendom van madame Monique, de weduwe van Léon Daenekynt  (overleden in Heist in 2003), een wielrenner uit de na-oorlogse periode. Het echtpaar kocht het tijdens de Tweede Wereldoorlog zwaar beschadigde gebouw aan het einde van de jaren veertig en verbouwde het tot appartementen die tot op heden nog verhuurd worden tijdens het seizoen.
De eigenares, afkomstig uit het Franse Lille en perfect tweetalig, Frans en West-Vlaams, weerstaat als laatste alle genereuze aanbiedingen om het gebouw te verkopen. Ze verblijft ze in rusthuis Lindenhove in Knokke.
De villa is het laatste stukje zichtbare echte belle époque op de zeedijk, de tijd dat Heist “het Barcelona van de Vlaamse kust werd genoemd”.
Er zijn nog een paar sporen van oude villa’s terug te vinden op de zeedijk in Heist-aan-Zee maar dat zijn naoorlogse verbouwingen die het voormalig gebouw hebben weggestopt achter een interbellum mozaïeksteen en valse plafonds. Zoals Residentie Wefa, een naoorlogse verbouwing van de vroegere villa Clothilde uit 1890 die in 2019 werd gesloopt en vervangen door een modern appartementsgebouw.
1. ↑  Léon Daenekynt.